# Wilhelm Weinberg
Wilhelm Weinberg (Stoccarda, 1862 – Tubinga, 1937) è stato un medico tedesco.
Medico a Stoccarda dal 1889 al 1931, nel 1908, scoprì indipendentemente da Godfrey Harold Hardy l'equilibrio di Hardy-Weinberg, che afferma che p^2 + q^2 + 2pq= 1, dove p e q sono le frequenze medie di due alleli di uno stesso gene in una popolazione.
Fu fondatore e presidente della Stuttgart Society for Racial Hygiene e nel 1913 pubblicò Die Kinder der Tuberkuloesen, uno dei maggiori studi epidemiologici prima del 1945.
Morì povero nel 1937, 4 anni dopo l'ascesa al potere di Hitler, e non sembra avere aderito al movimento nazista.